# Hóquei de mesa

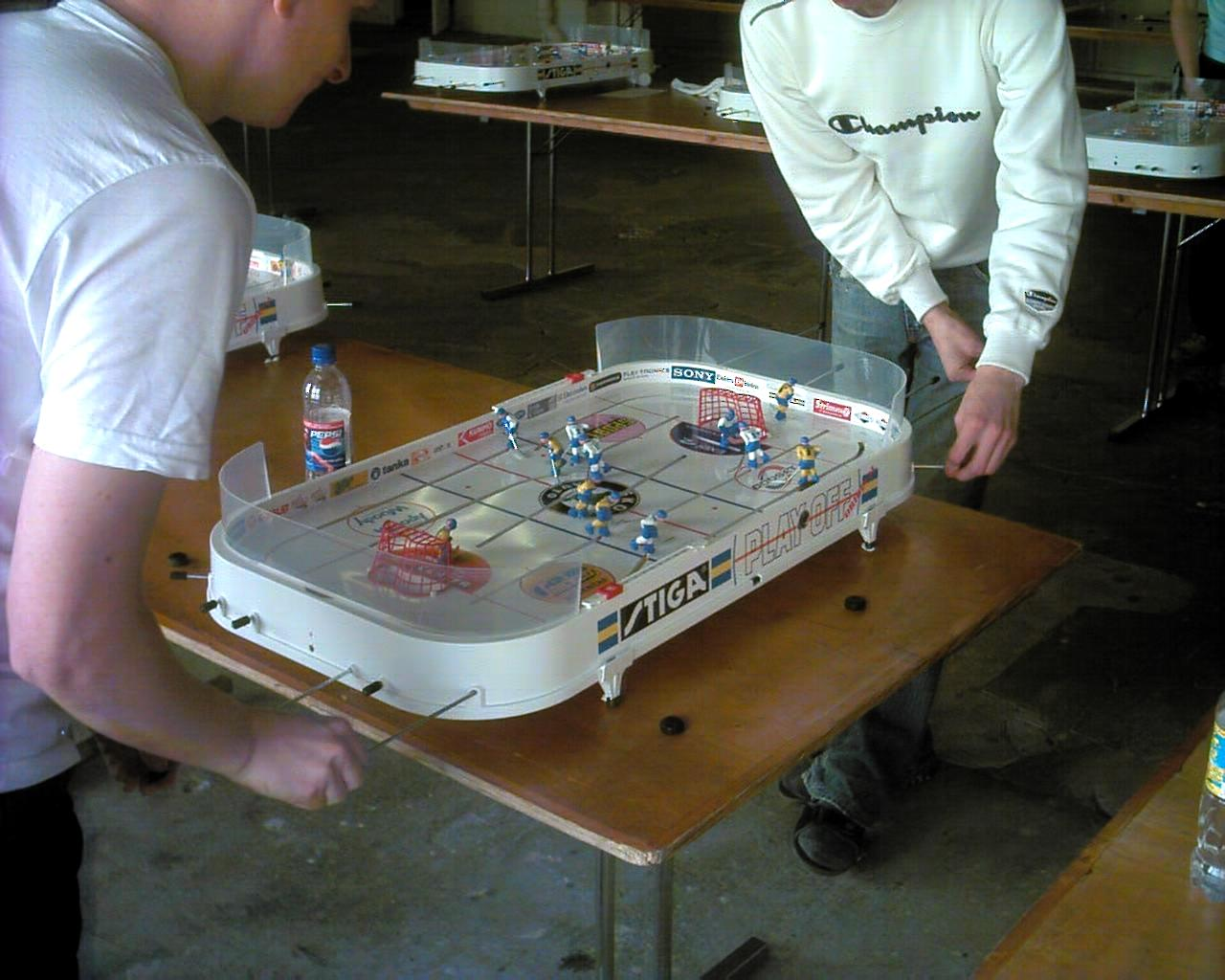
Um jogo do hockey de mesa

Hóquei de mesa é um jogo para dois jogadores baseado no hóquei no gelo.  Embora semelhante em conceito ao "air hockey" jogos de hóquei de mesa são mais uma simulação do esporte de hóquei no gelo enquanto air hockey é mais abstrato.  A federaçao internacional ITHF organiza o campeonato mundial a cada dois anos. A mesa oficial é Stiga Play Off. é considerado um dos jogos mais descolados do mundo desde sua invenção em 1932, em Toronto pelo canadense Donald H. Munro Sr. Don, assim como muitos canadenses nas profundezas da depressão, em véspera de natal e com três filhos naquele ano, a família toda armou e fez o primeiro jogo de hóquei de mesa.